# Jiří Linhart
Jiří Linhart (12. února 1902 České Budějovice – 4. listopadu 1976 Kutná Hora) byl fotograf, básník, spisovatel, teoretik umění, člen uměleckého sdružení Linie a šéfredaktor časopisu Linie od roku 1937.

## Život a dílo
Linhart byl středoškolský učitel češtiny a francouzštiny a člen uměleckého sdružení Linie v Českých Budějovicích. V letech 1937–1938 byl odpovědným redaktorem časopisu Linie. Uveřejňoval zde krátké úvahy a divadelní recenze. Sledoval pravidelně pražské výstavy a patrně znal fotografickou tvorbu Jindřicha Štyrského (výstava Surrealistické skupiny v Praze, 1935), která inspirovala jeho vlastní fotografie. Amatérsky se zabýval také filmovou tvorbou.
Fotografie vystavoval na předposlední výstavě Linie (1937). Originály jeho fotografií ani filmů se nezachovaly (existují reprodukce v tisku).
Po roce 1945 spolupracoval jako výtvarný kritik se Sdružením jihočeských výtvarníků.